# 车龙乡
车龙乡，是中华人民共和国四川省南充市西充县下辖的一个乡镇级行政单位。

## 行政区划
车龙乡下辖以下地区：
龙滩子村、庄子上村、葛藤沟村、花园寺村、滩子溪村、石佛山村、黄垭榨村、双凤山村、杨池坝村、文滩桥村、三教庵村、尼姑寺村、建林宫村、白马庙村、郭山垭村、席家观村、观音阁村、枣树林村、灵宫庙村和席家沟村。